# Haute École Francisco Ferrer
De Haute École Francisco Ferrer (HEFF) is een Franstalige hogeschool in het stadscentrum van Brussel te België vernoemd naar de Catalaanse pedagoog Francisco Ferrer. Ze ontstond op 5 augustus 1955 door fusie van enkele toenmalige instellingen voor hoger onderwijs.